# Tiphaine Sevin
Pour les articles homonymes, voir Sevin.
Tiphaine Sevin, née le 24 juin 1993, est une joueuse française de volley-ball évoluant au poste de passeuse.
Elle effectue un court passage en équipe de France à l'occasion de la saison internationale 2016.

## Biographie

### Carrière
Elle commence à jouer au volley-ball à l'âge de 9 ans à Colombes, en région parisienne, avec son amie Mariam Sidibé. Son premier club fut le Levallois Sporting Club. En 2010, à 17 ans, elle poursuit sa formation à l'Institut fédéral de volley-ball de Toulouse avant de signer un an plus tard son premier contrat professionnel avec le Terville Florange OC. Après une expérience d'une année, elle s'engage avec le VB Nantes puis fait son retour au club mosellan lors de la saison 2013-2014 où elle y retrouve son amie d'enfance. Elle termine sa première partie de carrière au Istres OPV lors de l'exercice 2015-2016, année où elle effectue également un court passage en équipe de France, en disputant notamment la Ligue européenne.
En 2023, elle effectue son retour en s'engageant avec l'AS Monaco, formation évoluant en Nationale 2.

### Joueuse de beach-volley
En 2021, elle participe en duo avec Louise Pharamin au tournoi de beach-volley du French Tour Saint-Martin-de-Ré.
En juillet 2022, elle dispute avec la même coéquipière le tournoi de France de Beach Volley Series 1 à Dunkerque.

## Clubs
| Club                 | De        | À         |
| -------------------- | --------- | --------- |
| Terville Florange OC | 2011-2012 | 2011-2012 |
| Volley-Ball Nantes   | 2012-2013 | 2012-2013 |
| Terville Florange OC | 2013-2014 | 2013-2014 |
| Istres OPV           | 2015-2016 | 2015-2016 |
| AS Monaco            | 2023-2024 | en cours  |

## Palmarès
- Championnat de France de Nationale 2 (1) :
  - Vainqueur en 2024.